# Ма Сяовей
Ма Сяовей (спрощ.: 马晓伟; кит. трад.: 馬曉偉, грудень 1959) — китайський лікар і політик, який обіймає посаду голови Національної комісії охорони здоров'я Китаю з березня 2018 року. Ма також був президентом Китайської медичної асоціації з 2015 до 2021 року. Він є одним із віце-президентів Товариства Червоного Хреста Китаю.

## Біографія
Ма Сяовей народився в повіті Утай в провінції Шаньсі, у грудні 1959 року, та є етнічним китайцем. У квітні 1978 року його прийняли до Китайського медичного університету. Після закінчення навчання в грудні 1982 року він був направлений на роботу в міністерство охорони здоров'я. У 1982 році Ма став членом Комуністичної партії Китаю. Спочатку Ма став співробітником тодішнього міністерства охорони здоров'я, а потім працював у Китайському медичному університеті адміністратором університетської лікарні та секретарем партійної організації. Він також став директором департаменту охорони здоров'я провінції Ляонін.
У жовтні 2001 року Ма Сяовей був призначений заступником міністра охорони здоров'я. Коли міністерство було реорганізовано в Національну комісію з охорони здоров'я та планування сім'ї, він продовжував працювати заступником голови комісії. У травні 2015 року Ма одночасно обійняв посаду віце-президента Товариства Червоного Хреста Китаю. 15 грудня 2015 року він був призначений президентом Китайської медичної асоціації замість Чень Чжу. 19 березня 2018 року Ма Сяовей на першій сесії 13-их Всекитайських зборів народних представників був призначений керівником Національної комісії з охорони здоров'я. Ма був однією з провідних фігур у боротьбі з поширенням COVID-19, а також надання інформації щодо боротьби з його поширенням.